# Jaan Talts
Jaan Talts (nacido en el Condado de Pärnu el 19 de mayo de 1944) es un levantador de peso estonio retirado que logró ser campeón olímpico representando a la Unión Soviética.
Talts obtuvo la medalla de oro en los Juegos Olímpicos de Múnich en la categoría de menos de 100 kg. Así como la de plata en los Juegos de México en 1968 en la categoría de menos de 90 kg.
A lo largo de su carrera batió 43 récord del mundo. Fue elegido mejor deportista estonio los años 1967, 1968, 1969, 1970 y 1972.
En 1998 fue incluido en el Salón de la Fama de la Federación Internacional de Halterofilia.